# Cirey-lès-Pontailler
Cirey-lès-Pontailler este o comună în departamentul Côte-d'Or, Franța. În 2009 avea o populație de 132 de locuitori.

## Evoluția populației
| An        | 1975 | 1982 | 1990 | 1999 | 2006 | 2009 |
| --------- | ---- | ---- | ---- | ---- | ---- | ---- |
| Populație | 66   | 65   | 93   | 115  | 125  | 132  |

## Personalități
- André Lallemand (1904 - 1978), astronom francez, inventator, s-a născut la Cirey-lès-Pontailler.